# Districtul Ráckeve
Ráckeve (în maghiară Ráckevei járás) este un district în județul Pest, Ungaria.
Districtul are o suprafață de 417,05 km2 și o populație de 36.120 locuitori (2013).